# Perognathus merriami
Perognathus merriami är en däggdjursart som beskrevs av J. A. Allen 1892. Perognathus merriami ingår i släktet fickspringmöss och familjen påsmöss. IUCN kategoriserar arten globalt som livskraftig. Inga underarter finns listade i Catalogue of Life. Wilson & Reeder (2005) skiljer mellan två underarter.

## Utseende
Arten blir med svans 100 till 122 mm lång och svanslängden är 44 till 60 mm. Djuret har 15 till 18 mm långa bakfötter och 5 till 6 mm långa öron. På ovansidan förekommer mjuk gulbrun till rosa-gul päls och undersidan är täckt av vit päls. Gränsen mellan den gulbrun och den vita pälsen är inte lika tydlig som hos kortsvansad fickspringmus. Även svansen är uppdelad i en gul ovansida och en vit undersida. Kännetecknande är en vit fläck framför varje öra och en gul fläck bakom varje öra. Det finns ingen mörk längsgående linje på ryggens topp. Framtassarnas fingrar är utrustade med långa naglar.

## Utbredning
Arten förekommer i södra USA samt i nordöstra Mexiko. Habitatet utgörs av gräsmarker, av buskskogar och av halvöknar med glest fördelade buskar. Perognathus merriami besöker även övergiven jordbruksmark.

## Ekologi
Individerna är aktiva på natten och vilar i självgrävda underjordiska bon. De äter främst frön samt några gröna växtdelar och insekter. Perognathus merriami dricker ibland vatten och täcker annars vätskebehovet med födan. I boet ingår tunnlar, en kammare där djuret sover, förrådsrum och latriner. Dessutom skapas flera hålrum kring boet där gnagaren söker skydd vid fara. Vanligen stänger arten boets ingångar med jord efter användning. De flesta bon ligger under buskar eller under annan växtlighet. Perognathus merriami håller ingen vinterdvala men den intar ibland ett stelt tillstånd (torpor) under den kalla årstiden. Stelheten kan vara i 48 timmar. I norra delen av utbredningsområdet sker fortplantningen mellan april och november. Troligtvis har arten liksom andra fickspringmöss flera kullar under tiden.
Denna gnagare lever i naturen upp till 33 månader och exemplar i fångenskap blev upp till 36 månader gamla. När honan inte är brunstig lever varje exemplar ensam. Revirets storlek varierar mellan 0,03 och 2,19 hektar. Det finns ingen överlappning mellan individernas territorium. Kända naturliga fiender är tornuggla, amerikansk törnskata, gråräv och gräshoppsmusen Onychomys leucogaster.